# Henry Lapczyk
Henry Williams Lapczyk Vera (Fernando de la Mora, Paraguay; 17 de abril de 1978) es un exfutbolista y entrenador paraguayo. Se desempeñó como arquero.

## Selección nacional
Ha sido internacional con la selección de fútbol de Paraguay en 2 ocasiones, ambas amistosos.

## Clubes

### Como jugador
| Club              | País     | Año       | PJ  | Goles |
| ----------------- | -------- | --------- | --- | ----- |
| Cerro Corá        | Paraguay | 2003      |     |       |
| General Caballero | Paraguay | 2005      |     |       |
| Olimpia           | Paraguay | 2006-2007 | 58  | 0     |
| Huachipato        | Chile    | 2008      | 23  | 0     |
| Sportivo Luqueño  | Paraguay | 2009      | 11  | 0     |
| Sol de América    | Paraguay | 2010      | 5   | 0     |
| 3 de Febrero      | Paraguay | 2010-2011 | 8   | 0     |
| Real Potosí       | Bolivia  | 2011-2017 | 165 | 1     |

### Como entrenador
| Club                                            | País      | Año  |
| ----------------------------------------------- | --------- | ---- |
| Real Potosí (Interino)                          | Bolivia   | 2017 |
| Sportivo Trinidense (Preparador de Arqueros)    | Paraguay  | 2018 |
| Gral caballero (Preparador)                     | paraguay  | 2018 |
| Club rubio ñu (prepradaror)                     | paraguay  | 2019 |
| Club tembetary Preparador de Arqueros           | paraguay  | 2019 |
| Club Fernando de La mora Preparador de Arqueros | paraguay  | 2021 |
| Club Independientemente C. G                    | paraguay  | 2022 |
| Club River plate Preparador de arquero          | Argentina | 2022 |
| Club sanlorenzo Preparador de arquero           | paraguay  | 2022 |
| Club Sportivo CARAPEGUA Preparador de arquero   | paraguay  | 2023 |